# Gerhard Hetz
Gerhard Hetz (Alemania, 13 de julio de 1942-Barra de Navidad, México, 19 de mayo de 2012) fue un nadador alemán especializado en pruebas de estilo libre, donde consiguió ser subcampeón olímpico en 1964 en los 4x200 metros.

## Carrera deportiva
En los Juegos Olímpicos de Tokio 1964 ganó la medalla de plata en los relevos de 4x200 metros estilo libre, tras Estados Unidos y por delante de Japón (bronce); en cuanto a las pruebas individuales ganó el bronce en los 400 metros estilos, con un tiempo de 4:51.0 segundos, tras los estadounidenses Richard Roth y Roy Saari.